# Diamond Cup Golf
De Diamond Cup Golf (Japans: ダイヤモンドカップゴルフ} is een jaarlijks golftoernooi van de Japan Golf Tour. 
De eerste editie was in 1973. Het toernooi wordt steeds in de maand mei gespeeld, en heeft op alle vier eilanden plaatsgevonden. In 2012 was het prijzengeld ¥120,000,000, waarvan ¥24,000,000 naar de winnaar ging. Voor 2013 is dat niet veranderd.

## Winnaars
| Dunlop Tournament - 1973: Ben Arda - 1974: Graham Marsh - 1975: Norio Suzuki - 1976: Yoshikazu Yokoshima Mitsubishi Galant Tournament - 1977: Hsu Sheng-san - 1978: Toru Nakamura - 1979: Toru Nakamura - 1980: Tsuneyuki Nakajima - 1981: Lu Hsi-chuen po - 1982: Graham Marsh po - 1983: Tsuneyuki Nakajima - 1984: Haruo Yasuda - 1985: Brian Jones po - 1986: Tsuneyuki Nakajima - 1987: Brian Jones - 1988: Brian Jones po - 1989: Tateo Ozaki - 1990: Isao Aoki - 1991: Koichi Suzuki - 1992: Isao Aoki - 1993: Tze-Chung Chen - 1994: Katsuyoshi Tomori - 1995: Brandt Jobe - 1996: Masashi Ozaki po - 1997: Masashi Ozaki - 1998: Toru Taniguchi | Mitsubishi Motors Tournament - 1999: Tsuyoshi Yoneyama po - 2000: Hirofumi Miyase po Diamond Cup Tournament - 2001: Toshimitsu Izawa po - 2002: Tsuneyuki Nakajima - 2003: Todd Hamilton Mitsubishi Diamond Cup Golf - 2004: Tetsuji Hiratsuka - 2005: Ik-jae Jang - 2006: Kaname Yokoo - 2007: Tetsuji Hiratsuka - 2008: Prayad Marksaeng - 2009: Takashi Kanemoto po Diamond Cup Golf - 2010: Kim Kyung-tae - 2011: Koumei Oda - 2012: Hiroyuki Fujita - 2013: Hideki Matsuyama |

po = gewonnen na play-off.

## Play-off
- 1981: Lu Hsichuenn won van Teruo Sugihara en Toru Nakamura
- 1982: Graham Marsh won van Teruo Sugihara
- 1985: Brian Jones won van Nobumitsu Yuhara
- 1988: Brian Jones won van Naomichi Joe Ozaki
- 1996: Masashi Ozaki won van Todd Hamilton
- 1999: Tsuyoshi Yineyama won van Kazuhiko Hosokawa
- 2000: Hirofumi Miyase won van Toru Taniguchi
- 2001: Toshimitsu Izawa won van Yuji Igarashi en Hiroyuki Fujita
- 2009: Takashi Kanemoto won van Brendan Jones

Het toernooirecord staat sinds 1995 met 266 (-26) op naam van Brandt Jobe.
 Maleisisch Open ·
 Thailand Classic ·
 Indian Open ·
 SAIL-SBI Open ·
 Indonesian Masters ·
 Mauritius Open ·
 Queen's Cup ·
 Omega European Masters ·
 Vascory Classic ·
 Chiangmai Golf Classic
EurAsia Cup